# Джимми Нейтрон: Мальчик-гений
«Джимми Нейтрон: мальчик-гений» (англ. Jimmy Neutron: Boy Genius) — комедийный компьютерный мультипликационный фильм режиссёра Джона Э. Девиса и комедиографа Стива Одекерка. Фильм номинировался на «Оскар» в 2001 году, а в 2002 по мотивам фильма и с использованием его персонажей был создан мультсериал «Приключения Джимми Нейтрона».

## Сюжет
Джеймс Исаак Нейтрон (или просто Джимми) — 10-летний мальчик, который живёт в городе Ретровилле, в обычном доме с обычными родителями и ходит в обычную школу. У него обычные друзья, но сам Джимми — вундеркинд, который легко может создать новейшее изобретение в мире техники, способное изменить мир. Однажды Джимми изобрёл устройство контакта с новыми инопланетными расами, использовав тостер. В это время родители запретили Джимми пойти в парк Ретролэнд. А самый крутой парень из школы по имени Ник сказал, что можно сбежать тайком, ведь такой шанс выпадает только раз!
Тогда Джимми и его друзья — Карл и фанат игрушки-ультралорда, Шин — сбегают в Ретролэнд. Утром все дети заметили, что родители со всего города пропали. Сначала это было весело, но потом всем стало очень плохо. Джимми всё узнал: родителей украли желтокианцы — слизисто-зелёные инопланетные желтки, телом которых являются яйца из стекла.
Найти добычу желтокианцам помог тостер Джимми. Когда дети Ретровилля узнали это, они хотели убить Джимми, но потом поняли, что нужно держаться вместе. Из каруселей парка Ретролэнда дети по команде капитана Джимми Нейтрона и Синди Вортекс (последняя была врагом Джимми и завидовала его уму, но в то же время любила его) собрали космические корабли и отправились в космос с целью спасти всё взрослое население Земли, пока не поздно.
Выдержав метеоритный дождь и разбив лагерь на астероиде, Джимми и компания в конечном итоге достигают планеты желтокианцев и находят родителей с устройствами контроля сознания, прикреплёнными к их головам. Когда главный герой пытается снять шлем контроля разума с Хью, Губот захватывает их и показывает, что Джимми привел желтокианцев прямо на Землю, чтобы забрать их родителей, которых они собираются принести в жертву своему богу, гигантскому инопланетному цыплёнку Курею. Джимми отделён от Годдарда неуклюжим помощником Губота, Обларом, и заперт в тюрьме вместе с другими детьми, которые обвиняют Джимми в своем затруднительном положении.
Сожалея о Джимми, Синди признаётся, что она и другие дети нуждаются в нём, и призывает Джимми исправить ситуацию, помогая им сбежать. Используя мобильный телефон, принадлежащий подруге Синди, Либби, Джимми связывается с Годдардом, который убегает из Облара и освобождает детей. Джимми и компания достигают Колизея Желтокиании, где вылупляется гигантское яйцо, из которого выпускается Курей, гигантский трёхглазый инопланетный цыпленок. Когда Губот устраивает съедение родителей с помощью пульта управления разумом, Джимми сплачивает детей, чтобы штурмовать Колизей и сражаться с охранниками, в то время как Шин находит спасательный корабль, который по возвращении сбивает Поултру по голове.
Джимми крадёт пульт у Губота, и дети вместе с родителями сбегают из Желтокуса. Губот собирает флот, чтобы преследовать их, и все они уничтожаются, когда дети летают на своём корабле вокруг поверхности Солнца, за исключением судна Губота. Когда Губот и Облар издеваются над маленьким размером Джимми, последний атакует корабль Губота вместе с Годдардом в форме летающего велосипеда и использует свой термоусадочный луч, чтобы увеличиться до размеров планеты. Затем он дует на Губота, чьё судно улетает в астероид, уничтожив его. Губот выживает и клянётся отомстить. На обратном пути на Землю Джимми примиряется со своими родителями, признавая, что, несмотря на свой интеллект, он всё ещё зависит от них.
На следующий день Джимми и Карл едят яйца на завтрак, когда родители Джимми выпивают один из его научных экспериментов, который вызывает сильную отрыжку, думая, что это настоящая банка газированной воды. Все они громко смеются, а на улице видно, как Годдард летит в погоне за птицей.
В середине финальных титров всё ещё уменьшенная миссис Фаул изображена верхом на яблочном черве по имени мистер Вигглс, направляясь в кафетерий в холле начальной школы.

## Создатели мультфильма

### Съёмочная группа
- Режиссёр: Джон А. Дэвис
- Сценаристы: Джон А. Дэвис, Дэвид Н. Вайсс, Джей Дэвид Стем, Стив Одекерк
- Сюжет: Джон А. Дэвис, Стив Одекерк
- Продюсеры: Джон А. Дэвис, Стив Одекерк, Элби Хехт
- Исполнительные продюсеры: Кит Алкорн, Джулия Пистор
- Сопродюсеры: Пол Маршалл, Джина Шей
- Композитор: Джон Дебни
- Монтаж: Джон Прайс, Грегори Перлер
- Арт-директоры: Фред Клайн, Джеймс Бейхолд
- Производственный менеджер: Ким Саксон
- Анимационные режиссёры: Джон А. Дэвис, Кит Алкорн
- Главный раскадровщик: Джеймс Бейхолд
- Художники раскадровки: Дэвид Люкс, Пол Клаерхаут, Шеннон Дентон, Крис Хармон, Уилберт Плайнар, Джефф Сьергей, Дэвид С. Смит

### Роли озвучивали
- Деби Дерриберри — Джимми Нейтрон
- Кэролин Лоуренс — Синди Вортекс
- Роб Полсен — Карл Уизер
- Джеффри Гарсиа — Шин Эстевес
- Карлос Алазраки — отец Шина
- Кэнди Майло — Ник Дин
- Миган Кавана — Джуди Нейтрон, мама Джимми
- Марк ДеКарло — Хью Нейтрон, папа Джимми
- Андреа Мартин — миссис Фол, учительница в школе
- Патрик Стюарт — король Губот V
- Мартин Шорт — Ублар, брат и советник Губота
- Кимберли Брукс — Закери / репортёр / Энджи

## Премии
В 2002 году номинировался на «Оскар» в категории «Лучший анимационный фильм».

## Мультсериал
По мотивам мультфильма в 2002—2006 годах был создан мультсериал «Приключения Джимми Нейтрона, мальчика-гения».